# Kölnäbbad motmot
Kölnäbbad motmot (Electron carinatum) är en fågel i familjen motmoter inom ordningen praktfåglar.

## Utseende
Kölnäbbad motmot är en karakteristiskt tecknad fågel med en kroppslängd på 32 centimeter. På huvudet syns en grön gulbruntonad hätta, en kastanjefärgad fläck på pannan och över ögat ett brett och lysande blå ögonbrynsstreck. Runt ögonen, på örontäckarna och tygeln är den svart. Ovansidan och strupen är huvudsakligen starkt grön, medan undersidan i övrigt är ljusare grön med en anstrykning av kanel. Mitt på bröstet syns en svart fläck. Stjärten är grön med blå stjärtspets samt svartkantade blå förlängda stjärtfjädrar i mitten.

## Utbredning och systematik
Den förekommer utmed sluttningen mot Karibien från sydöstra Mexiko till nordöstra Costa Rica. Den behandlas som monotypisk, det vill säga att den inte delas in i några underarter.

## Status och hot
Kölnäbbad motmot har ett stort men fragmenterat utbredningsområde och en liten världspopulation bestående av uppskattningsvis endast 2 500–10 000 vuxna individer. Den tros också minska i antal. Den är därför upptagen på internationella naturvårdsunionen IUCN:s röda lista över hotade arter, kategoriserad som sårbar (VU).